# Ivar Aasen
Ivar Andreas Aasen (čti ósen) 5. srpna 1813 Ørsta – 23. září 1896 Christiania, nyní Oslo),
byl norský jazykovědec, filolog, spisovatel, básník, dramatik, lexikograf, překladatel a botanik, představitel norského národního obrození. Známý je především tím, že na základě různých norských nářečí sestavil jednu ze dvou oficiálních psaných verzí norského jazyka, tzv. landsmål, tj. zemský jazyk (nyní nynorsk, tj. nová norština).  Jeho umělecké dílo vykazuje znaky osvícenství a romantismu.

## Život
Narodil se v okrese Sunnmøre v kraji Møre a Romsdal v rodině drobnějšího rolníka. O matku přišel, když mu byly tři roky, a o otce, když mu bylo třináct. Byl vychováván k práci v zemědělství, ale veškerý svůj volný čas věnoval čtení knih a z počátku se zajímal především o botaniku. Po smrti svého otce vykonával v letech 1826-1831 práci rolníka, V osmnácti letech se stal v rodné farnosti učitelem základní školy. V letech 1833-35 jej kněz a probošt v Herøy Hans Conrad Thoresen vzdělával v latině, dějepisu, zeměpisu a rétorice. V roce 1835 se stal vychovatelem na zemědělské usedlosti Solnør ve Skodje, kde zůstal sedm let. Jako samouk si díky nekonečné trpělivosti a soustředění postupně osvojil několik jazyků, studoval jejich strukturu a začal se zajímat o diskuzi týkající se norské jazykové politiky. Došel k názoru, že místo dánštiny, která se v Norsku používala, je potřeba mít vlastní norský spisovný jazyk, který je ze sociálních i národnostních důvodů pro nezávislý národ důležitý.

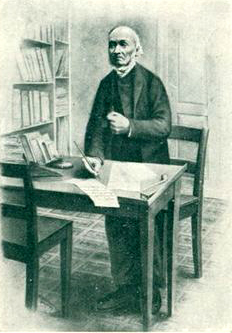
Ivar Aasen roku 1891

Aasen si dal za cíl vytvořit vědecký základ pro vlastní norský spisovný jazyk postavený na současných norských dialektech. Rozhodl se proto své botanické cesty za sbíráním rostlin spojit se studiem různých norských nářečí. V létě 1841 se v Bergenu setkal s biskupem Jacobem Neumannem, který mu zprostředkoval kontakt na prezidenta Královské norské vědecké společnosti (Det Kongelige Norske Videnskabers Selskab) v Trondheimu Frederika Moltkeho Buggeho. Bugge pak přesvědčil Vědeckou společnost, aby dala Aasenovi grant na jazykový průzkum norských venkovských oblastí. V letech 1842 až 1846 pak Aasen nepřetržitě cestoval po celé zemi, především po západním Norsku a také po horských vesnicích na východě a na severu. Na své cestě se nezabýval jen dialekty, ale také sbíral pohádky, přísloví a další druhy materiálu ústní lidové tradice. Od roku 1850 byl příjemcem státního platu, několikráte zvýšeného.
Výsledkem jeho vědecké práce byly spisy Det norske folkesprogs grammatik (1848, Mluvnice norského lidového jazyka) a Ordbog over det nor ke folkesprog (1850, Slovník lidové norštiny). Na základě těchto popisných děl začal vytvářet pomocí metody, známe jako srovnávací lingvistika, jazykovou normu pro společný spisovný jazyk, který nazval landsmål (zemský jazyk). Protože byl mezi dialekty velký rozdíl, musel vybírat mezi různými slovy a tvary a opíral se přitom i o staroseverštinu. Svůj návrh předložil roku 1853 ve spise Prøver af Landsmaalet i Norge (Příklady landsmålu v Norsku). 

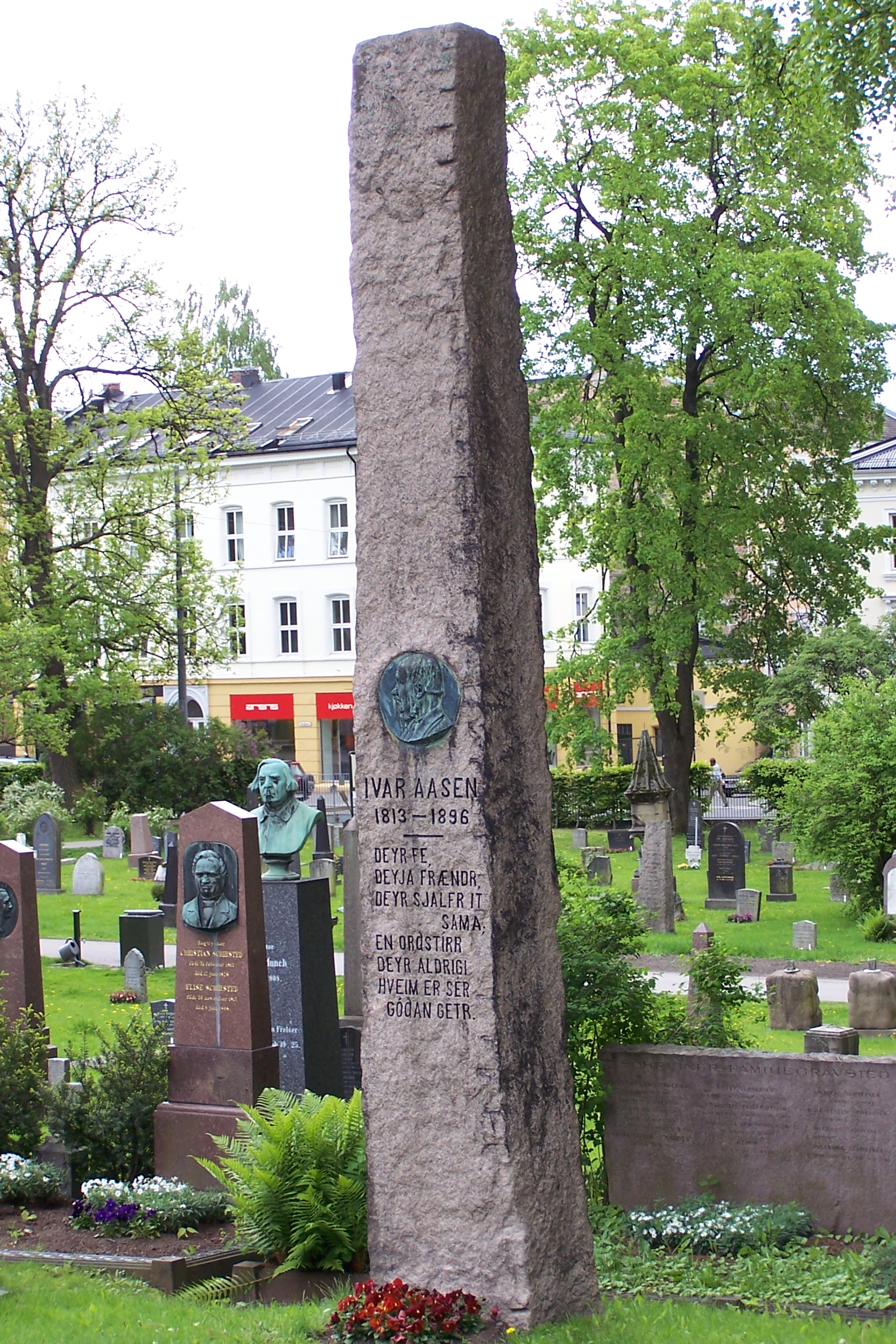
Aasenův hrob v Oslu

Aasen svou navrhovanou gramatiku a slovník neustále rozšiřoval a zdokonaloval a sám psal v jím navrženém jazyce básně, divadelní hry a další knihy a také do něho překládal díla z jiných literatur. V roce 1864 vydal svou definitivní mluvnici Norsk Grammatik (Norská mluvnice) a roku 1873 definitivní slovník s názvem Norsk Ordbog med dansk Forklaring (Norský slovník s dánským vysvětlením).
Původně bylo hnutí k nahrazení dánského spisovného jazyka landsmålem vřele uvítáno, ale později toto nadšení poněkud ochablo. Z velkých norských autorů  v něm nějaký čas tvořil i mladý Bjørnstjerne Bjørnson, ale i ten se nakonec přidal ke straně mírných reformátorů, kteří jen doplňovali spisovnou dánskou norštinu vhodnými lidovými výrazy, jako byl například Henrik Wergeland. Příznivci landsmålu roku 1868 založili společnost Norske Samlaget, která dodnes vydává knihy v novém jazyce a v jejíž redakční radě byl nějaký čas i Aasen. Jazyková otázka se především koncem 19. století stala v Norsku součástí politického boje a landsmål byl odmítán především ve městech. Existovali rovněž silné obavy z toho, že přijetím nového jazyka by se dostala do zapomnění dopusud vytvořená norská literatura v dánské norštině. Po různých úpravách a odstranění různých Aasenových archaismů byl ale nakonec roku 1885 landsmål uznán norským parlamentem vedle dánsko-norského riksmålu jako druhý oficiální norský spisovný jazyk. Ten dnes používá téměř dvacet procent Norů včetně mnoha učenců a spisovatelů.
Přes kontroverze, které zavádění landsmålu provázelo, se Aasen dočkal ocenění. Stal se členem Královské norské vědecké společnosti v Trondheimu a roku 1873 obdržel od krále Karla XV. Rytířský kříž Řádu svatého Olafa „za literární zásluhy“. Profesuru na Královské Fredrikově univerzitě ale odmítl. Zemřel v Christianii roku 1896 a byl pohřben s veřejnými poctami na  Hřbitově našeho spasitele (Vår Frelsers gravlund) v Christianii.
Roku 2000 bylo v Aasenově rodném městě Ørstě otevřeno Centrum Ivara Aasena (Ivar Aasen-tunet), což je instituce věnující se nynorskému jazyku. Její webová stránka obsahuje většinu Aasenových textů, řadu dalších příkladů nynorské literatury a články o jazykové historii v Norsku.

## Výběrová bibliografie

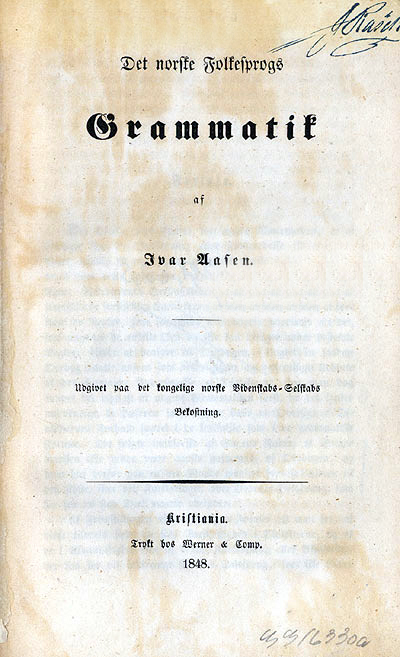
Mluvnice norského lidového jazyka, titulní list vydání z roku 1848

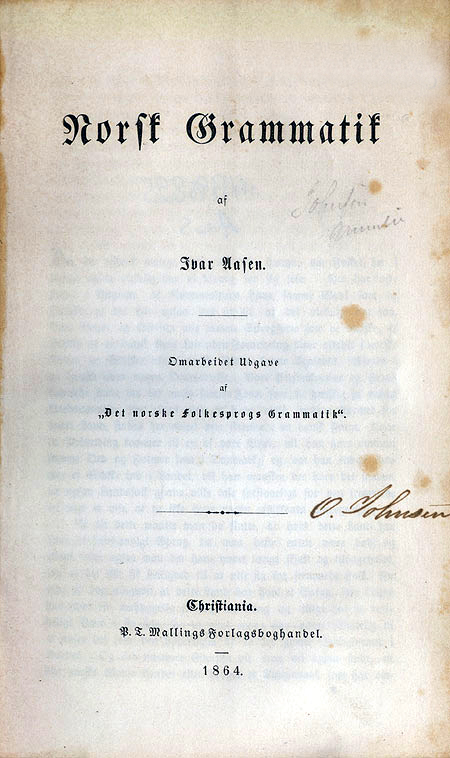
Norská gramatika, titulní list vydání z roku 1864

- Om vort Skriftsprog (1836, O našem psaném jazyce), článek označovaný jako „programový scénář pro Aasenovo životní dílo“, ve kterém Aasen vysvětluje, proč by Norsko mělo mít svůj vlastní norský psaný jazyk. Článek vyšel poprvé až v roce 1909.[11]
- Den Søndmørske Dialekct (1841, Sunnmørský dialekt), rukopis s gramatickým přehledem a slovníkem dialektu z Aasenova rodného okresu Sunnmøre v kraji Møre a Romsdal, na jehž základě byl pověřen Královskou norskou vědeckou společností v Trondheimu, aby prozkoumal norské dialkety.[12]
- Det norske folkesprogs grammatik (1848, Mluvnice norského lidového jazyka), první velká vědecká práce publikovaná Aasenem a první velká vědecká analýza norské řeči založená na Aasenových výzkumech norských dialektů v letech V letech 1842 až 1846. Knihu napsal Aasen v roce 1847 a její vydání publikace zaplatila Královská norská vědecká společnost v Trondheimu. Druhé definitivní a rozšířené vydání vyšlo v roce 1864.[13]
- Ordbog over det nor ke folkesprog (1850, Slovník lidové norštiny), slovník obsahuje kolem 25 000 slov a vychází opět z jazykového materiálu Aasenem nashromážděného na jeho výzkumech z letech 1842-46. Glosář je v národním jazyce, zatímco vysvětlivky jsou v dánštině. Druhé definitivní a rozšířené vydání je z roku 1873,[14]
- Søndmørsk Grammatik (1851, Sunnmørská gramatika), gramatika dialektu z Aasenova rodného okresu.[5]
- Prøver af Landsmaalet i Norge (1853, Příklady landsmålu v Norsku, první návrh nového norského lidového jazyka. Kniha obsahuje texty ve dvaceti různých dialktech a pak šestnácht textů v jím navrhované normě.[15]
- Ervingen (1855, Dědic), první divadelní hra napsaná v landsmålu, kterou Aasen uveřejnil anonymně. Jde o vaudeville (hru se zpěvy) o jednom jednání s jednoduchou milostnou zápletkou. Roku 1874 Aasen hru upravil a zkrátil.[16]
- Norske ordsprog (1856, Norská přísloví), výsledek Aasenova sběru přísloví během jeho cesty po Norsku. Revidované a více populárně orientované vydání je z roku 1881.[17]
- Norske plantenavne (1860, Norské názvy rostlin), kniha obsahuje více než 2100 klíčových slov.[9]
- Symra (1863, Letní kvítek), básnická sbírka vydaná anonymně, která obsahuje nejznámější a nejoblíbenějších Aasenovy básně a písně, například báseň Nordmannen (Nor) známou rovněž pod názvem Millom Bakkar og Ber (Mezi kopci a horami). Básně jsou inspirovány lidovou poezií a Aasen sbírku neustále upravoval. Za definitivní je považováno vydání z roku 1875. Sbírka nebyla elitou norské společnosti dobře přijmuta.[18]
- Norsk Grammatik (1864, Norská gramatika), druhé přepracované a rozšířené vydání Mluvnice norského lidového jazyka z roku 1848. Jde o normativní gramatiku pro nový psaný jazyk, nikoliv jako první vydání, které bylo popisnou gramatikou pro mluvený jazyk. Kniha nebyla elitou norské společnosti opět dobře přijmuta a nebyla zmiňována v novinách a časopisech. Dnes je považována za jedno z nejpřednějších lingvistických děl v Norsku všech dob.[19]
- Norsk Ordbog med dansk Forklaring (1873, Norský slovník s dánským vysvětlením), značně rozšířené a revidované druhé vydání Slovníku lidové norštiny z roku 1850. Slovník obsahuje kolem 40 000 slov, tedy téměř dvakrát tolik než v prvním vydání. Glosář je opět v národním jazyce a vysvětlivky slov v dánštině, ale ty jsou přesnější. Slovík je považován za vrcholné Aasenovo lingvistické dílo.[20]
- Heimsyn (1875, Domácí pohled), stručný úvod do geografie, vědy a historie. Domácí pohled znamená rozhlédnout se doma, tedy po světě.[21]
- Norsk Navnebog (1878, Norská kniha jmen), poslední Aasenova kniha. Obsahuje seznamy norských jmen, která by se měla používat, a cizích a nově vytvořených jmen, která se nedoporučují.[22]
- Reise-Erindringer og Reise-Indberetninger 1842-47 (1917, Cestovní paměti a cestovní zprávy 1842-47), posmrtně vydané Aasenovy záznamy z jeho cesty po Norsku v uspořádání Halvdana Kohta, které poskytují zajímavé dobové kulturně-historické informace.[5]
- Norske Minnestykke (1923, Norské lidové památky), posmrtně vydaná Aasenova sbírka pohádek a dalších lidových památek v uspořádání Jense Lindberga.[5]